# Conclave del 1362
Il conclave del 1362 si tenne nella Sala dei Conclavi del Palazzo dei Papi ad Avignone dal 22 al 28 settembre del 1362 ed elesse il successore di Innocenzo VI nella persona di Guillaume de Grimoard, abate dell'Abbazia di San Vittore di Marsiglia, al momento in missione a Napoli come legato pontificio.
Il 13 settembre 1362 Innocenzo VI morì e nove giorni dopo venti cardinali, sui ventuno in carica al momento, entrarono in conclave per eleggerne il successore. Le funzioni di camerlengo spettarono ad Ugo Roger, O.S.B., fratello del defunto papa Clemente VI e cardinale prete di San Lorenzo in Damaso.

## Il voto
Al primo turno il cardinale Ugo Roger O.S.B. ricevette 15 voti, ma, pur essendo validamente eletto, Ugo Roger rinunciò all'alta carica.  Si dovette quindi procedere ad un secondo turno di votazioni ed il cardinale Raimondo di Canillac ricevette 11 voti ma, pur costituendo questa la maggioranza dei votanti, non fu sufficiente per rendere valida l'elezione. Ciò a causa di una bolla pontificia, emessa nel 1179 da papa Alessandro III, che imponeva una maggioranza dei due terzi dei voti dei partecipanti al conclave affinché l'elezione fosse valida.
Infine la scelta cadde su persona estranea alla Curia romana, Guillaume de Grimoard, abate dell'Abbazia di San Vittore di Marsiglia che prese il nome di Urbano V. Dal conclave uscì il quinto dei sei papi non cardinali del Medioevo.

## I cardinali
20 dei 21 cardinali in carica parteciparono al conclave, così suddivisi: 5 vescovi, 8 presbiteri e 7 diaconi. Ben 11, o 12, di loro erano originari del Limosino, e una gran parte aveva legami con i precedenti papi. Così tre cardinali nipoti d'Innocenzo VI e 6 di Clemente VI. Del totale, dieci erano stati nominati da Clemente VI, altrettanti da Innocenzo VI e uno solo da Giovanni XXII.

### Lista dei cardinali presenti alla elezione[4]
| Nome                              | Paese            | Titolo                                                        | Ruolo | Nascita  | Concistoro |
| --------------------------------- | ---------------- | ------------------------------------------------------------- | --- | -------- | ---------- |
| Hélie de Talleyrand-Périgord      | Regno di Francia | Cardinale vescovo di Albano                                   | Decano del Collegio cardinalizio; Decano del capitolo cattedrale di York                                                  | 1301     | 25/05/1331 |
| Guy de Boulogne                   | Regno di Francia | Cardinale vescovo di Porto e Santa Rufina                     | Legato pontificio emerito in Ungheria, Inghilterra e Spagna; Decano di San Martino di Tours; Arcivescovo emerito di Lione | 1313     | 20/09/1342 |
| Niccolò Capocci                   | Stato Pontificio | Cardinale vescovo di Frascati                                 | Legato pontificio in Inghilterra e Francia; Arciprete della Patriarcale Basilica Liberiana                                | 1295 ca. | 17/12/1350 |
| Andouin Aubert                    | Regno di Francia | Cardinale vescovo di Ostia e Velletri                         | Vescovo di Maguelonne; Arcidiacono di Lincoln                                                                             |          | 15/02/1353 |
| Raymond de Canillac, C.R.S.A      | Regno di Francia | Cardinale vescovo di Palestrina                               | Arcivescovo emerito di Tolosa                                                                                             | 1300 ca. | 17/12/1350 |
| Hugues Roger, O.S.B.              | Regno di Francia | Cardinale presbitero di San Lorenzo in Damaso                 | Camerlengo del Sacro Collegio; Abate emerito di Cluny                                                                     | 1293     | 20/09/1342 |
| Guillaume d'Aigrefeuille, O.S.B.  | Regno di Francia | Cardinale presbitero di Santa Maria in Trastevere             | Arcivescovo emerito di Saragozza; Arcidiacono di Taunton                                                                  | 1326     | 17/12/1350 |
| Élias de Saint-Yrieix, O.S.B.     | Regno di Francia | Cardinale presbitero di Santo Stefano al Monte Celio          | Vescovo emerito di Uzès; Abate emerito di Saint-Florent lès Saumur                                                        |          | 23/12/1356 |
| Pierre de Monteruc                | Regno di Francia | Cardinale presbitero di Sant'Anastasia                        | Vice-cancelliere di Santa Romana Chiesa                                                                                   |          | 23/12/1356 |
| Pierre Itier                      | Regno di Francia | Cardinale presbitero dei Santi Quattro Coronati               | Vescovo emerito di Dax |          | 17/09/1361 |
| Jean de Blandiac                  | Regno di Francia | Cardinale presbitero di San Marco                             | Vescovo emerito di Nimes                                                                                                  |          | 17/09/1361 |
| Gilles Aycelin de Montaigut       | Regno di Francia | Cardinale presbitero dei Santi Silvestro e Martino ai Monti   | Cancelliere del Re di Francia; Vescovo emerito di Thérouanne                                                              |          | 17/09/1361 |
| Androin de la Roche, O.S.B. Clun. | Regno di Francia | Cardinale presbitero di San Marcello                          | Legato pontificio in Inghilterra; Abate di Cluny                                                                          | 1305 ca. | 17/09/1361 |
| Guillaume de la Jugée             | Regno di Francia | Cardinale diacono di Santa Maria in Cosmedin                  | Legato pontificio emerito nel Regno di Castiglia; Cardinale protodiacono                                                  | 1317     | 20/09/1342 |
| Nicolas de Besse                  | Regno di Francia | Cardinale diacono di Santa Maria in Via Lata                  | Canonico e Prebendario di Liegi                                                                                           | 1320 ca. | 19/05/1344 |
| Pierre Roger de Beaufort          | Regno di Francia | Cardinale diacono di Santa Maria Nuova, nipote di Clemente VI | Arciprete della Basilica di San Giovanni in Laterano; eletto papa con il nome di Gregorio XI nel 1370                     | 1330     | 29/05/1348 |
| Rinaldo Orsini                    | Stato Pontificio | Cardinale diacono di Sant'Adriano al Foro                     | Abate commendatario di Nonantola                                                                                          | 1295 ca. | 17/12/1350 |
| Étienne Aubert                    | Regno di Francia | Cardinale diacono di Santa Maria in Aquiro                    | Abate emerito di Saint-Idile                                                                                              |          | 17/09/1361 |
| Guillaume Bragosse                | Regno di Francia | Cardinale diacono di San Giorgio in Velabro                   | Cappellano papale e arcidiacono di Mirepoix                                                                               |          | 17/09/1361 |
| Hugues de Saint-Martial           | Regno di Francia | Cardinale diacono di Santa Maria in Portico Octaviae          | Arcidiacono di Meath |          | 17/09/1361 |

### Assenti in conclave
| Nome                             | Paese                     | Titolo                      | Ruolo                                                                 | Nascita | Concistoro |
| -------------------------------- | ------------------------- | --------------------------- | --------------------------------------------------------------------- | ------- | ---------- |
| Gil Álvarez Carrillo de Albornoz | Regno di Castiglia e León | Cardinale vescovo di Sabina | Vicario generale degli Stati Pontifici; Arcivescovo emerito di Toledo | 1310    | 17/12/1350 |